# خانه رحیم یداللهی
منزل رحیم یداللهی فارسانی مربوط به دوره قاجار است و در اصفهان، خیابان ابن سینا، کوچه صرافها واقع شده و این اثر در تاریخ ۲ خرداد ۱۳۵۶ با شمارهٔ ثبت ۱۳۴۱ به‌عنوان یکی از آثار ملی ایران به ثبت رسیده‌است. متأسفانه در سالهای اخیر تمام جزئیات و آینه‌ها در این ساختمان به سرقت رفته‌است و الان به یک مخروبه تبدیل شده‌است.